# Związek gmin Schwäbischer Wald
Związek gmin Schwäbischer Wald – związek gmin (niem. Gemeindeverwaltungsverband) w Niemczech, w kraju związkowym Badenia-Wirtembergia, w rejencji Stuttgart, w regionie Ostwürttemberg, w powiecie Ostalb. Siedziba związku znajduje się w miejscowości Mutlangen, przewodniczącym jego jest Peter Seyfried.
Związek zrzesza pięć gmin wiejskich:
- Durlangen, 2 893 mieszkańców, 10,43 km²
- Mutlangen, 6 551 mieszkańców, 8,78 km²
- Ruppertshofen, 1 833 mieszkańców, 14,22 km²
- Spraitbach, 3 368 mieszkańców, 12,39 km²
- Täferrot, 1 047 mieszkańców, 12 km²